# José de Reseguín
José de Reseguín (Tarrasa, 1742 - Puno, 1788) fue un militar español que logró derrotar las sublevaciones indígenas de Túpac Katari en 1781.

## Primeros Años
José de Reseguín nació en Tarrasa en 1742, de familia hidalga. A los 15 años ingresó a la Real Academia Militar de Matemáticas y Fortificación en Barcelona, una de las mejores instituciones militares de la época. Reseguín se destacó como uno de los mejores alumnos de la institución y una vez graduado, en 1761, fue colocado como teniente del regimiento de dragones Lusitania. El regimiento fue enviado a combatir contra Portugal tomando parte en lo que sería la Guerra de los Siete Años. Reseguín se distinguió en la campaña y en 1762 ya era capitán del regimiento al mando de 150 hombres y bajo las órdenes del coronel Plácido de Graell en la ciudad de Rota.
En 1775 se organizó una expedición contra los portugueses que se expandían en la región del Río de la Plata. El regimiento Lusitania fue parte de esta expedición y Reseguín fue elevado al rango de sargento mayor antes de iniciar el viaje. La expedición militar tomó la Colonia del Sacramento y la isla de Santa Catarina, se disponían a invadir Río Grande pero en Europa ya se había firmado la paz, el regimiento de dragones se quedó en Montevideo. Reseguín fue elevado al rango de teniente coronel del regimiento en 1780.

## Rebelión Indígena
Las reformas de impuestos que se establecieron en la América Española durante el siglo XVIII modificó en gran medida en trato que tenían las autoridades españolas con las autoridades indígenas. Grandes familias de caciques vieron disminuida su autoridad local, al tiempo que los españoles tenían mayor poder, esto generó una serie de altercados e incluso abusos de poder. La situación llegó al límite en 1780 cuando personajes como Túpac Amaru II, Tomás Katari y Julián Apaza se mostraron en franca rebeldía contra la corona y sublevaron grandes regiones del Virreinato del Perú y también del Virreinato del Río de la Plata. La situación se volvió crítica cuando criollos y mestizos apoyaron esta sublevación en la ciudad de Oruro, lo que daba a entender que entre el Cuzco y Tucumán quedaban asoladas las ciudades de La Paz, Potosí, Cochabamba y Puno. El resto del territorio había caído en manos indígenas.
Varios funcionarios de gobierno solicitaban a los virreyes enviar tropas regulares a la zona para controlar a la multitud indígena, entre ellos estaba Fernando Márquez de la Plata, Ignacio Flores y Andrés de Mestre. Con esas consideraciones en virrey Juan José de Vértiz y Salcedo ordena al Regimiento Saboya partir en auxilio de las ciudades españolas el 17 de enero de 1781, se trataba de un regimiento bien entrenado de 200 hombres al mando de los capitanes Mariano Ibáñez y Sebastián Sánchez. A los pocos días también se ordenó partir al regimiento de dragones de Saboya al mando del capitán Cristóbal López, a fines de mes Reseguín recibió la orden de marchar con su regimiento a dar encuentro a los capitanes y tomar el control de toda la tropa hasta ponerse en contacto con Ignacio Flores, quien sería el comandante de las fuerzas.
El 21 de febrero, Reseguín toma el mando de las tropas, había recorrido 1000 km en sólo 20 días. Las fuerzas militares se encargaron de derrotar a los rebeldes que habían llegado hasta ese territorio, una campaña que apoyó los esfuerzos del gobernador Andrés de Mestre para retomar el control de la región. Al llegar a Salta Reseguín recibió al corregidor de Chayanta, Joaquín Alós y Brú, quien había escapado de su jurisdicción vestido de fraile y le puso al tanto de la situación en toda la región. En Potosí, el gobernador Jorge Escobedo y Alarcón defendió la ciudad del ataque de miles de indígenas comandados por Andrés Tola. Mientras tanto Dámaso y Nicolás Katari asediaban la ciudad de La Plata con 7000 indígenas, Ignacio Flores logró liberar la ciudad pero no pudo perseguir a los sublevados. La ciudad de Cochabamba se enfrentaba a la sublevación de los pueblos de Arque, Tapacarí y Colcha.
Reseguín sabía que su paso por Tupiza era crucial, el único camino que lo comunicaba con Potosí y La Plata. El pueblo estaba comandado por el rebelde mestizo Luis Lasso de la Vega, que fue sargento del ejército pero se unió a las fuerzas de Túpac Amaru II. El cacique de Santiago de Cotagaita, Agustín Soliz, se había manifestado fiel al rey, pero fue obligado a rendirse ante Lasso de la Vega.
El ejército español siguió su avance hacia San Salvador de Jujuy, el 14 de marzo se encontraron con la comitiva del Marques de Yavi, que huía de sus tierras ante la amenaza de la sublevación. Viendo la retirada de este personaje, casi la mitad de la milicia desertó de la campaña. Reseguín llegó hasta La Quiaca, donde descansó un par de días hasta que se decidió a atacar Tupiza y tomar el poblado. Antes del amanecer del 17 de marzo, las tropas españolas ingresaron al pueblo y tomaron prisioneros a Lasso de la Vega y otros líderes, al final del día se tenían 160 prisioneros. El regimiento Saboya fue el encargado de defender el pueblo en caso de algún ataque indígena, se enviaron mensajes a Suipacha  y Tarija pidiendo que se les uniesen más tropas leales a la corona.
Se fusilaron a 60 prisioneros, 50 fueron azotados y el resto fue enviado a San Miguel de Tucumán para recibir su castigo. Reseguín consiguió que sus tropas estuviesen bien preparadas para el combate, en campo abierto resultaban invencibles ante el ataque indígena que solamente lanzaba piedras y palos, las tropas españolas podían realizar hasta 50 disparos por minuto y esto resultaba desastroso para los indígenas. 
El capitán Joaquín Salgado, junto a 50 soldados saboyanos, fue enviado a Santiago de Cotagaita donde arrestó a 80 rebeldes que fueron ejecutados, Reseguín lo alcanzó dos días después y siguió su camino a La Plata. El ejército fue atacado por 4000 indígenas al mando de Pedro de la Cruz Condori, el regimiento Saboya logró mantener sus posiciones y mató a más de 500 rebeldes. Pedro de la Cruz fue capturado y asesinado.
El 19 de abril las tropas de Reseguín entraban en La Plata, muchos enfermos de malaria. Las tropas tuvieron que recuperarse antes de partir a Oruro y alcanzar las fuerzas de Ignacio Flores. El virrey Vértiz había ordenado ser más drásticos con los rebeldes, muchos de éstos solicitaban el perdón pero volvían a atacar a los españoles.
El 15 de junio el ejército español salió de Oruro rumbo a La Paz, a su paso debió enfrentar varias veces a los indígenas. En Calcuni se asesinó a 600 rebeldes y en Sica Sica a otros 300, cuando se ordenó quemar este pueblo se recibió un nuevo ataque indígena que fue derrotado con la pérdida de otros 600 sublevados. En el camino a La Paz se tuvo un combate cerca de Ayo Ayo donde se asesinaron a 1500 indígenas, en Calacoto se masacraron a otros 500 indígenas y en Calamarca fueron asesinados otros 2000.
Al llegar a la ciudad de La Paz los combates fueron más violentos, 1500 indígenas fueron abatidos en Achocalla y otros 3000 cayeron muertos cuando el ejército logró liberar la ciudad. Allí los recibió el comandante Sebastián de Segurola y la población trató como héroes a toda la tropa, pero Flores se dio cuenta de la falta de víveres en la ciudad y que no podría mantener por mucho tiempo a toda la tropa. Segurola pidió a Flores que continuara con su campaña y se dirigiera a liberar Sorata pero no se contaban con tropas suficientes. Flores se dirigió a Oruro para abastecerse mientras Reseguín se dirigió a Cochabamba para reclutar más hombres. Esto resultó en un error pues los indígenas volvieron a cercar la ciudad de La Paz en agosto de 1781.
Reseguín reunió nuevamente a sus tropas en Oruro y salió rumbo a La Paz el 1 de octubre con 2500 soldados. El día 5 se dieron los primeros combates contra los 2000 hombres de Juan de Dios Mullopuraca, éste se concentró en el pueblo de Yaco y evitó el contacto en campo abierto, Reseguín ordenó atacar el pueblo con la promesa de saquearlo después. Varios pueblos fueron masacrados mientras Reseguín continuaba su camino, pero también cientos de indígenas rogaban el perdón del virrey y se unían a las fuerzas españolas. Reseguín llegó a La Paz el 18 de octubre con un ejército de 7000 hombres.
El pueblo de Achocalla se rindió aquel día y 400 indígenas fueron perdonados con la condición de llevar todo el alimento posible a la ciudad desabastecida. Los indígenas tenían dos campamentos en las afueras de La Paz, uno comandado por Miguel Bastidas al servicio de Andrés Túpac Amaru y otro dirigido por Túpac Katari. El ejército de Amaru se retiró al pueblo de Peñas cuando llegaron las tropas españolas, el ejército de Katari decidió permanecer en su posición hasta que fue atacado el 20 de octubre, 1000 indígenas murieron en la batalla y Katari tuvo que retirar a sus tropas.
Reseguín entró triunfante a la ciudad de La Paz, fue recibido por Segurola quien lo llenó de honores. En los próximos días todavía se dieron combates en las afueras de la ciudad resultando otra matanza de 1000 indígenas, es entonces que Reseguín ordena al ejército avanzar hacia Peñas. Acampó en Patamanta donde cambió de estrategia y decidió entrevistarse con Miguel Bastidas, tras varias conversaciones y luego de haber recibido una carta de Diego Cristóbal Túpac Amaru se firma la paz entre españoles y sublevados el 3 de noviembre de 1781. Reseguín se dirige a Peñas donde es recibido con júbilo por más de 20.000 indígenas que habían sido perdonados, fue colocado en una silla de manos y paseado por todo el pueblo donde recibió el saludo agradecido de miles de indígenas. Los rebeldes entregaron 2 cañones, 60 fusiles y todas su lanzas y hondas. La paz duró poco, Reseguín hizo arrestar a Miguel Bastidas y a todos los coroneles indígenas bajo el pretexto de no haber entregado sus armas.
El único líder indígena que se había negado a rendirse fue Túpac Katari, pero éste fue traicionado por los suyos y capturado por el capitán Mariano Ibáñez. Katari fue descuartizado el 14 de noviembre en la plaza de Peñas por orden del juez Francisco Tadeo Díez de Medina. Reseguín tuvo que hacer frente a la deserción de sus tropas que a fines de noviembre fue tan masiva que apenas le quedaban 394 soldados.
Reseguín enfermó de malaria y tuvo que recuperarse en La Paz, mientras tanto Sebastián de Segurola continuaba con la campaña en la región de Río Abajo y el capitán Mariano Ibáñez hacía lo mismo en Larecaja donde arrestó a Mariano Tupac Amaru.

Para mayo de 1782 Reseguín se había recuperado y volvió a dirigir la campaña contra los indígenas, en esta ocasión dirigió sus esfuerzos en los poblados de la región de Sica Sica y los pueblos cercanos a Cochabamba. Según su análisis necesitaba 7000 soldados para pacificar la zona pero solamente logró agrupar 4000 hombres, se dirigió al pueblo de Sinopaia donde incautó todas las tierras en posesión de los indígenas, luego pasó a Cabari donde derrotó a una pequeña fuerza de sublevados. Un ataque al campamento español fue derrotado  y las fuerzas coloniales se dirigieron a Quiñuani donde masacraron a más de 1000 indígenas.
Reseguín quemó los pueblos de Inquisivi y Capiñata, luego llegó a Ucumarini el 28 de junio donde se enfrentó a un ejército de 6000 indígenas, en el combate murieron más de 500 sublevados y solo 6 soldados españoles. Finalmente en julio de 1782 un ataque decisivo en Choquetanga, al mando del capitán Tomás de Arancibia, consiguió la captura de los rebeldes Tupa Onofre, Pascual Ramos, Hilario Condo y la viuda Choquetilla. Reseguín dio por terminada la campaña y dispersó a su ejército el 26 de julio. 

## Autoridad Colonial
Ante tal actuación militar Reseguín fue promovido al rango de coronel, se dirigió a La Plata a finales de 1782, permaneció allí y al año siguiente solicitó que se le concediera el gobierno de la Intendencia de Salta del Tucumán, pero el virrey Vértiz le ordenó regresar a su puesto en Montevideo.
A finales de 1783 Reseguín fue nombrado comandante de la guarnición de Montevideo, allí se casó con una dama de alcurnia y muy rica. El nuevo virrey Nicolás del Campo nombró a Reseguín nuevo gobernador de la Intendencia de Puno en 1784 y el emérito comandante partió a ese lugar en compañía de su esposa.
Una vez asumió el cargo inició lucrativos negocios con el antiguo gobernador Joaquín Antonio de Orellana, que se había dedicado al negocio de la minería, Reseguín forzó a cientos de indígenas a trabajar en la Mita. También se dedicó a la compra de mulas que luego vendía a precios muy elevados a los mismos indígenas. Tiempo después inició negocios con Francisco de Paula Sanz, nuevo gobernador de la Intendencia de Potosí, para rescatar minerales.
El teniente José Joaquín Contreras acusó a Reseguín de enriquecerse a través de negocios ilícitos y demostró que la fortuna del gobernador de Puno había llegado a los 40.000 pesos en muy poco tiempo. Esta denuncia fue desestimada en Buenos Aires luego de saberse que José de Reseguín había muerto en ejercicio de su cargo el 6 de agosto de 1788, tenía 46 años.
Existió la presencia de un mestizo, Matías Reseguín, en Puno en la década de 1780, quizás sobrino o hijo del mismo José de Reseguín. Matías tuvo un hijo de nombre Mariano que se mudó a Lima en 1792. 